# Семейство Астрид
Семейство Астрид — небольшое семейство астероидов, расположенное в главном поясе. Семейство названо в честь первого астероида, классифицированного в эту группу — (1128) Астрид. По-видимому это семейство образовалось из более компактного под действием эффекта Ярковского.

## Крупнейшие астероиды этого семейства
| Имя            | Диаметр  | Большая полуось | Наклонение орбиты | Эксцентриситет орбиты | Год открытия |
| -------------- | -------- | --------------- | ----------------- | --------------------- | ------------ |
| (1128) Астрид  | 34,69 км | 2,790 а. е.     | 1,016 °           | 0,044                 | 1929         |
| (2169) Тайвань | 16,81 км | 2,788 а. е.     | 1,529 °           | 0,049                 | 1964         |
| (2852) Деклерк | ?        | 2,786 а. е.     | 1,702 °           | 0,085                 | 1981         |